# Purpurgran
Purpurgran (Abies amabilis) är en tallväxtart som beskrevs av David Douglas och James Forbes. Abies amabilis ingår i släktet ädelgranar och familjen tallväxter. Inga underarter finns listade i Catalogue of Life.
Arten förekommer i västra Nordamerika vid Stilla havet. Utbredningsområdet sträcker sig från södra Alaska över British Columbia (Kanada) samt delstaterna Washington och Oregon till norra Kalifornien. Denna ädelgran växer i låglandet och i bergstrakter upp till 1820 meter över havet. I regionen faller mycket regn och snö. Årsnederbörden är minst 1500 mm och under några år cirka 4000 mm.
Abies amabilis ingår oftast i barrskogar tillsammans med jättehemlock, sitkagran, douglasgran, jättetuja, nutkacypress och andra ädelgranar som kustgran, praktgran och berggran. Vid bergstrakternas toppar hittas även berghemlock tillsammans med Abies amabilis.
I några områden blev arten sällsynt efter omfattande skogsavverkningar. Abies amabilis är känslig för bränder, för stormar och trädet skadas av den introducerade insekten Adelges piceae (en art barrlöss). Artens trä har samma egenskaper som trä från jättehemlock och skogsbruket skiljer sällan mellan arterna. Den kvarvarande populationen är stor. IUCN kategoriserar arten globalt som livskraftig.

## Bildgalleri

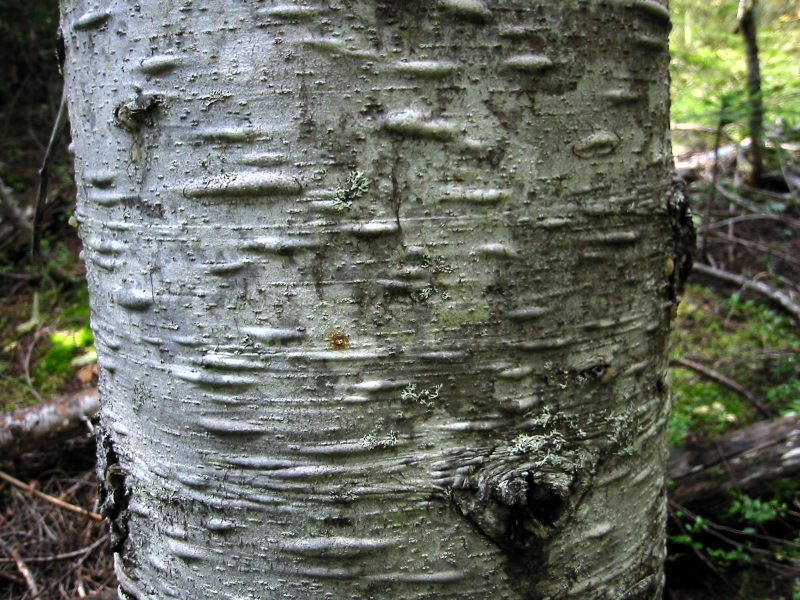
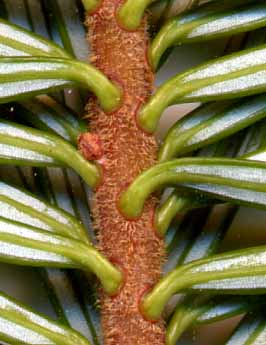
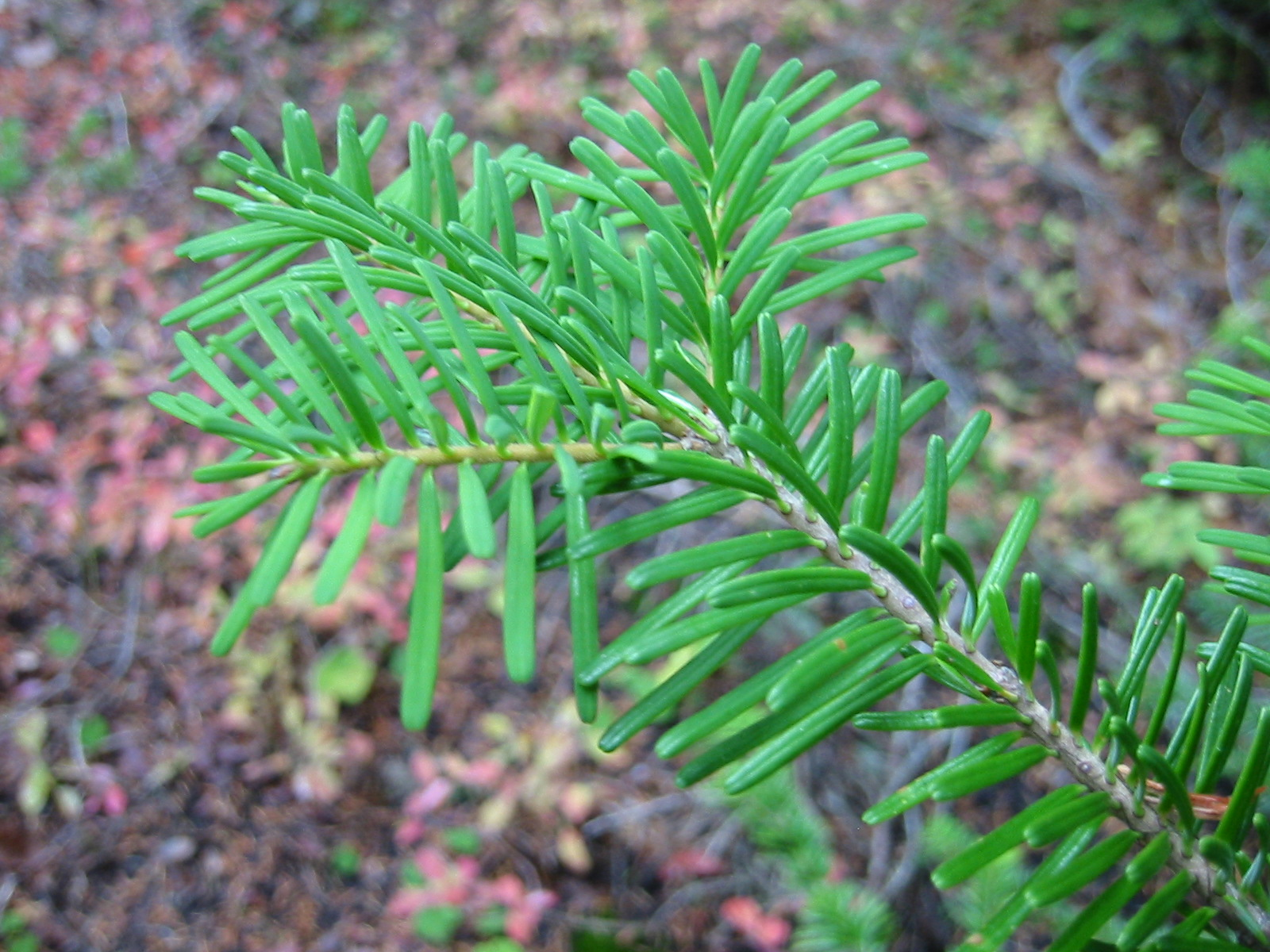
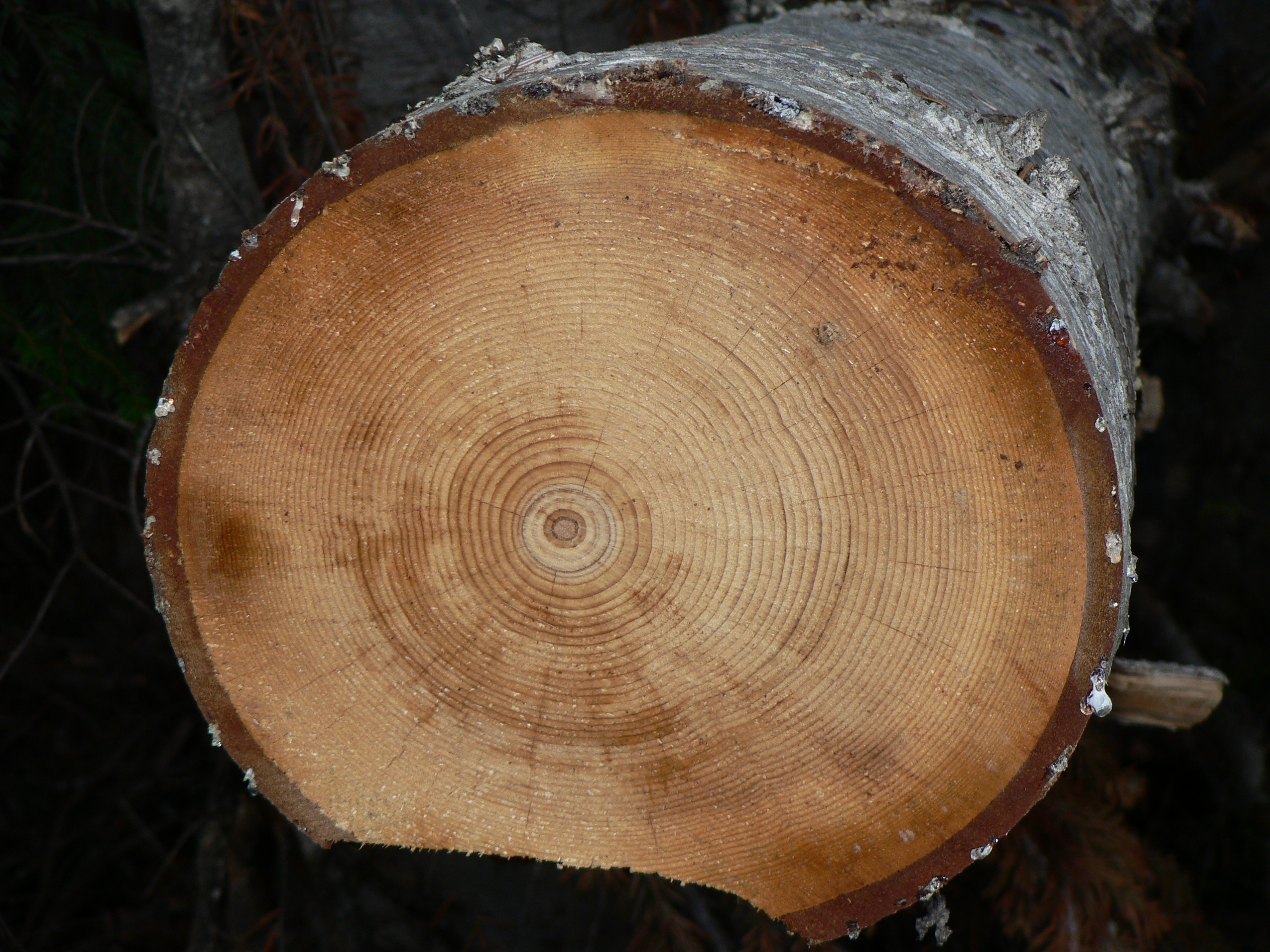
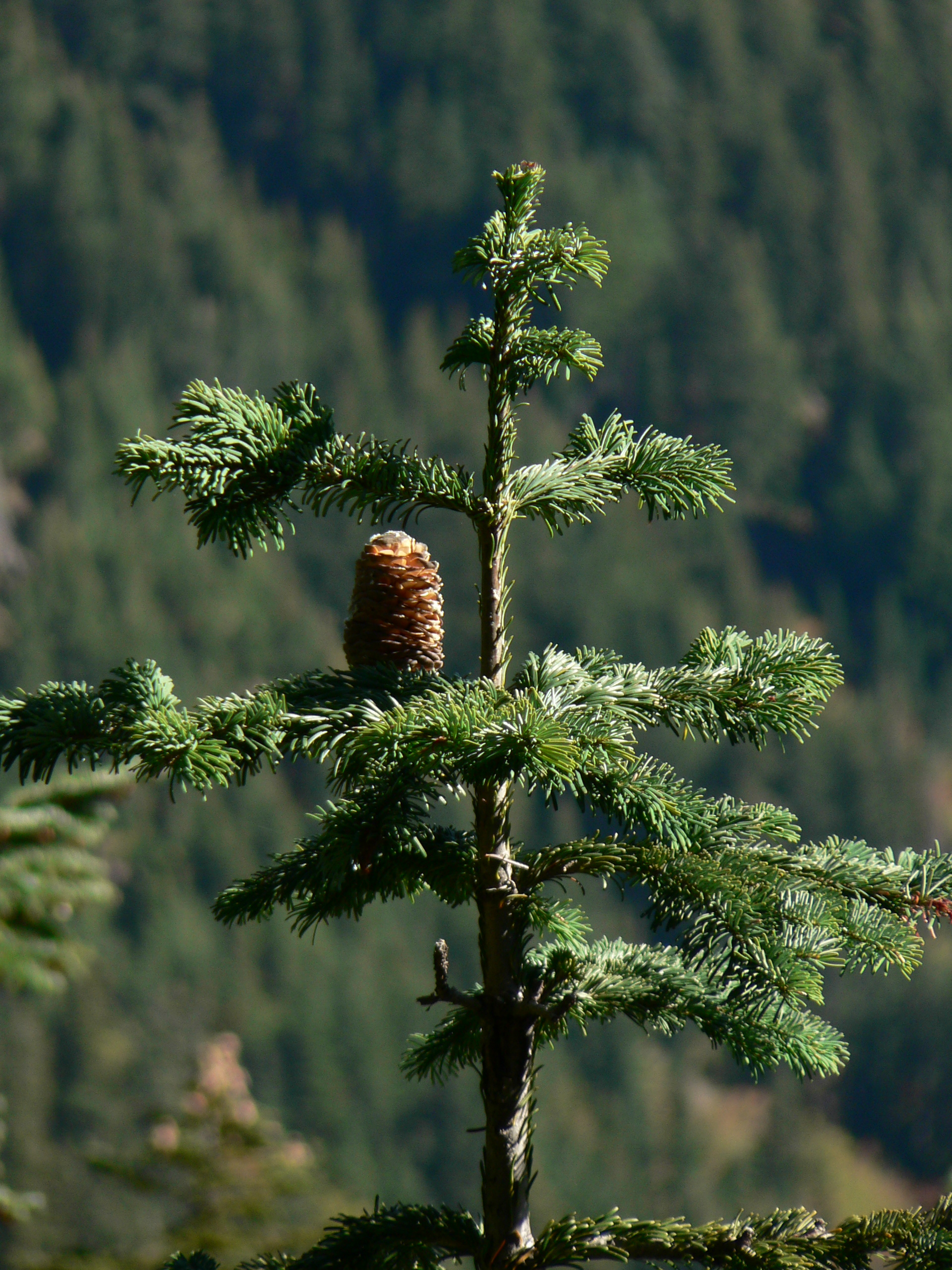
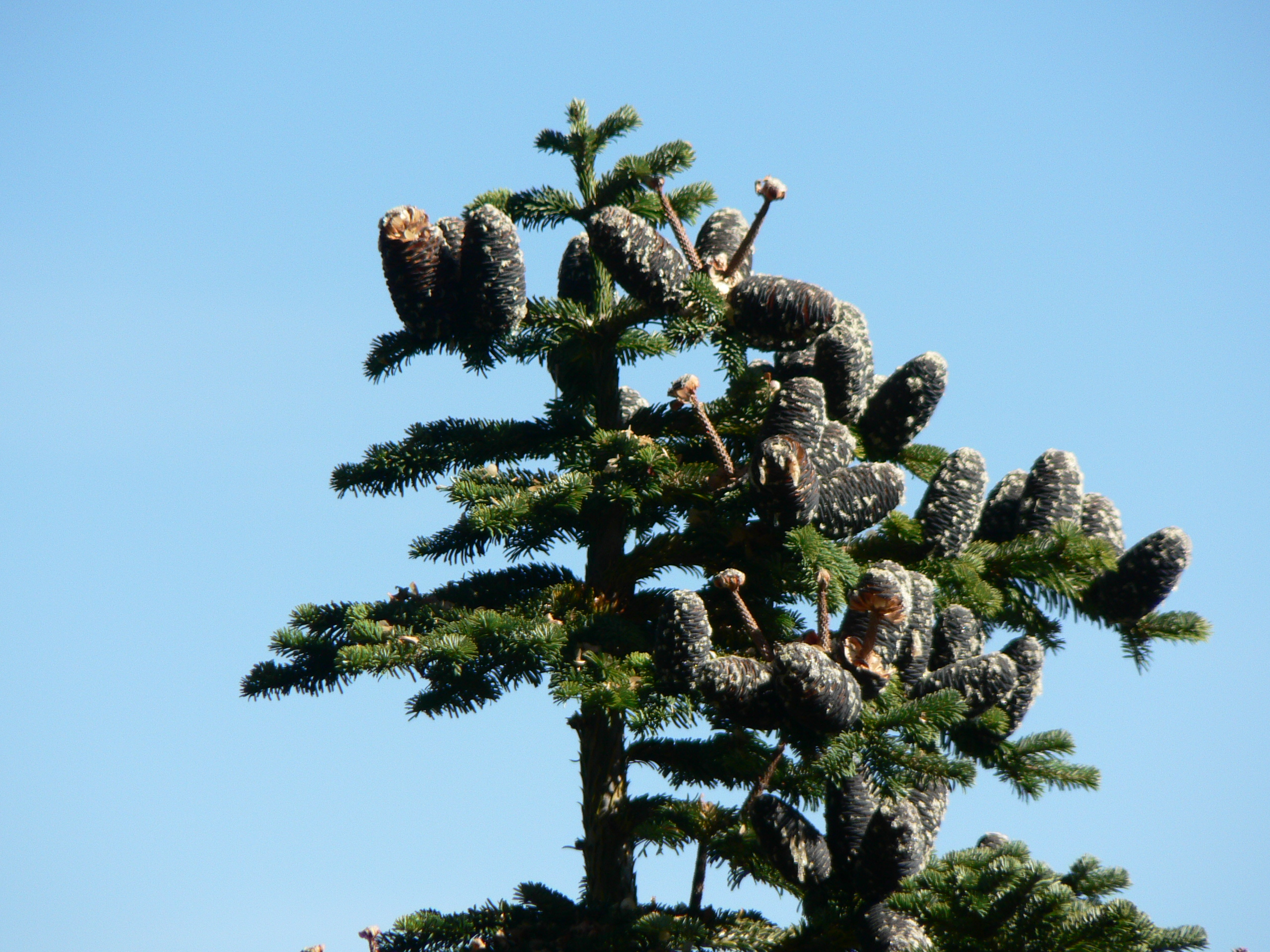